# 養老鐵道
養老鐵道股份有限公司（日语：／ Yōrō Tetsudō */?）是日本一間負責營運橫跨岐阜縣西部、三重縣北部的養老線的鐵路公司。是近鐵集團控股旗下的鐵路事業公司，也是近畿日本鐵道（近鐵）的子公司，2007年（平成19年）10月1日起自近鐵繼承養老線的營運。

## 路線
| 中文線名 | 日文線名 | 起點 | 終點 | 距離（公里） |
| -------- | -------- | ---- | ---- | ------------ |
| 養老線   |          | 桑名 | 揖斐 | 57.5         |

## 使用車輛
2018年9月，養老鐵道陸續向東急電鐵引進東急7700系電聯車後改裝成養老鐵道7700系電聯車，並於2019年4月27日養老線全線開通100周年之際開始投入運轉。